# Twarz księżyca. Opowieść bizantyńska z roku 450
Twarz księżyca. Opowieść bizantyńska z roku 450 – drugi tom trylogii Teodora Parnickiego Twarz księżyca wydany w 1961 roku.

## Okoliczności powstania
W 1947 Parnicki planował napisanie serii powieści, będących dalszym ciągiem Aecjusza, ostatniego Rzymianina. Pierwsza z nich miała się dziać w latach 449-450 i miała być poświęcona walce teologicznej diofizytów z monofizytami, tak zwanemu soborowi zbójeckiemu w Efezie, walce stronnictw cyrkowych w Konstantynopolu i intrydze mającej na celu odwrócenie niebezpieczeństwa najazdu Hunów na Cesarstwo Wschodnie i skierowanie najeźdźców na zachód przeciw Aecjuszowi. Pisarz zabrał się za pisanie tej powieści na przełomie 1948 i 1949. Powrócił do niej w drugiej połowie 1955, po ukończeniu Końca „Zgody Narodów”. Jej plan znacznie się w ciągu kilku lat zmienił. Powieść nadal miała być dalszym ciągiem Aecjusza, miała się rozgrywać w Konstantynopolu w 450 roku w ciągu kilku dni i mieć charakter w znacznej mierze detektywistyczny. W początkach 1957 roku Parnicki pisał równocześnie powieść bizantyńską, jak ją wówczas nazywał, i drugą część Słowa i ciała. W kwietniu, z powodu zmiany planów wydawcy porzucił pracę nad Słowem i ciałem i dla odmiany, zaczął pisać równolegle z powieścią bizantyńską, kontynuację Końca „Zgody Narodów” – Koła na piasku.
Prolog do powieści ukazał się w 43-49 numerach Kierunków  z 1957. Praca nad nią postępowała jednak jedynie z wolna naprzód. W sierpniu 1958 roku odłożył pracę nad obydwoma powieściami, by zająć się Nową baśnią. Pod koniec roku powrócił do powieści bizantyńskiej z 450 roku, ale następny 1959 rok poświęcił Kołom na piasku i Nowej baśni. W pierwszej połowie 1960 poświęcił się pisaniu powieści z czasów Konstantyna, którą po raz pierwszy nazwał Twarzą księżyca. Skończył pracę nad nią w czerwcu 1960. Po jej ukończeniu powrócił do powieści bizantyńskiej, która w międzyczasie przekształciła się w kontynuację Twarzy księżyca. Ukończył powieść 11 marca 1961. Książka ukazała się w Pax-ie pod koniec roku.

## Powieść „detektywistyczna”
W drugim tomie Twarzy księżyca wydarzenia tworzą akcje, która mogłaby być kanwą powieści detektywistycznej. Maksymian, wysłany do Konstantynopola przez papieża Leona I, przeprowadza niezwykle zuchwałą rozgrywkę  przekazanie tajnego dokumentu siostrze cesarza Bizancjum. Jego przeciwnikami są agenci cesarskiego wywiadu, a przede wszystkim dwóch niezwykle inteligentnych i znających go ludzi, brat jego narzeczonej, Storacjusz i krewny Rufus. Cesarstwo rzymskie, podzielone w tym czasie na dwie części zachodnią i wschodnią, jest wstrząsane sporami religijnymi o istotę relacji między Bogiem Ojcem a Synem Bożym, o współistotność lub o współpodobieństwo Osób Boskich oraz o sposób istnienia dwóch natur w Jezusie Chrystusie. Zagraża mu także najazd Hunów Attyli. Spory religijne rozniecają niezwykłe namiętności. Pasjonują się nimi również rzeźnicy i piekarze, a tłum podczas zawodów kwadryg na hipodromie, zwycięstwo woźnicy reprezentującego jedną ze storn sporu traktuje jako znak Boży. Zaogniająca się kontrowersja doprowadzi niebawem do schizmy między Konstantynopolem a Rzymem.

## Kontynuacje
Zachodnią częścią cesarstwa rządzi Aecjusz, którego czytelnik Parnickiego zna z jego pierwszej powieści Aecjusza, pierwszego Rzymianina. Pomysł sprzed lat kontynuowania powieści został jednak rozwinięty w zupełnie inny sposób. Opowieść bizantyńska jest bowiem nie tyle kontynuacją Aecjusza, co pierwszej części Twarzy księżyca. Maksymian i Rufus są dalekimi krewnymi Mitroanii, zmarłej dwieście lat wcześniej. Obydwaj znają Księgę o dziejach życia i majaczeń chorobowych Mitroanii Chorezmijki. Storacjusz jest nawet autorem komentarza do tej księgi. Ich zapatrywania teologiczne łączą się bezpośrednio z przebiegiem tajnej misji Maksymiana. Realizacja zawiłych kombinacji politycznych, z którymi ta misja jest związana, zależy od tego, co wplątani w nią ludzie sądzą o przekazach rodowych Mitroanidów. Czy Przeciwziemia jest tylko Pierwoziemią, a bogowie Pierwoludźmi, mądrzejszymi wprawdzie i starszymi od mieszkańców Ziemi, ale podobnymi do nich z natury? Może są nieśmiertelni, a więc i boscy, bo żywią się ofiarniczą krwią swych młodszych braci i wyznawców, ludzi? Czy Naczelny Mechanik Pierwoziemi przybył pojazdem międzyplanetarnym i wcielił się w człowieka Jezusa z Nazaretu? I czy Maksymian, służący papieżowi, naprawdę służy pierwoziemskiemu krwiopijcy i wie o tym? Czy też może Pierwoziemia leży  za oceanem na zachodzie, a Chrystus jest prawdziwym Bogiem, który wcieliwszy się w człowieka, miał dwie natury: boską i ludzką. Natomiast w księdze Mitroanii mieszają się ze sobą wyobrażenia religijne chrześcijan i Atlantów spoza oceanu.